# アミメヘイシソウ

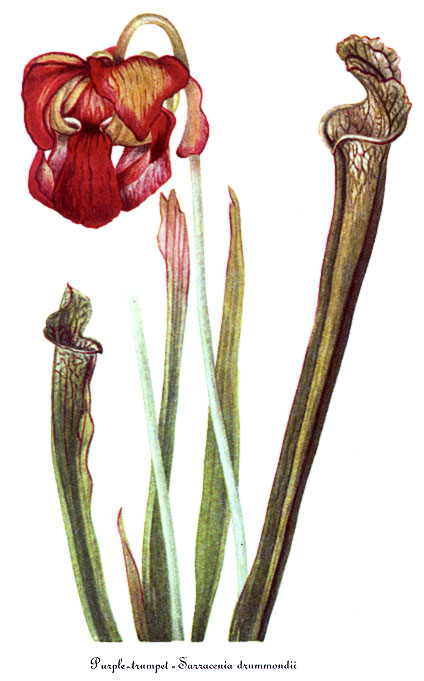
図版
(画) メアリー・ヴォー・ウォルコット

アミメヘイシソウ Sarracenia leucophylla は、サラセニア属の食虫植物の1種。捕虫葉の先端部分に紅白の網目模様が入り、美しい。かつては S. drumondii の学名も使われ、このカナ読みでも流通した。

## 特徴
多年生の草本。根茎は地下にあり、葉を根出状に出す。根茎は太さ1-2.5cmでところどころで分枝する。葉は細長く直立し、長さ25-95cm、筒状で上向きに次第に広まり、先端の口周は直径6-14cmに達する。筒状部の外周は無毛、下部は黄緑色で、先端に向かって葉脈が赤から紫に染まり、葉脈間の部分が白くなり、白と緑～紫の網目模様を作る。網目模様は蓋にも広がる。
口蓋は腎臓形から円形になり、長さ2.5-6.5cm、幅は3-7cm。縁は波打っていて外側に反り返り、先端は尖る。
花茎は長さ30-80cm、花弁は長さ4-5cm、幅は広いところで1.5-3.5cm。海老茶色で基部が白っぽい。花期は短く、3月下旬から4月上旬までとごく短い。

## 分布と生育環境
北アメリカのジョージア州南部、フロリダ州西部からミシシッピ州東部まで、メキシコ湾沿いの海岸平野に分布する。国道沿いのブナ林の開けたところにある湿地に多く見られるとも。

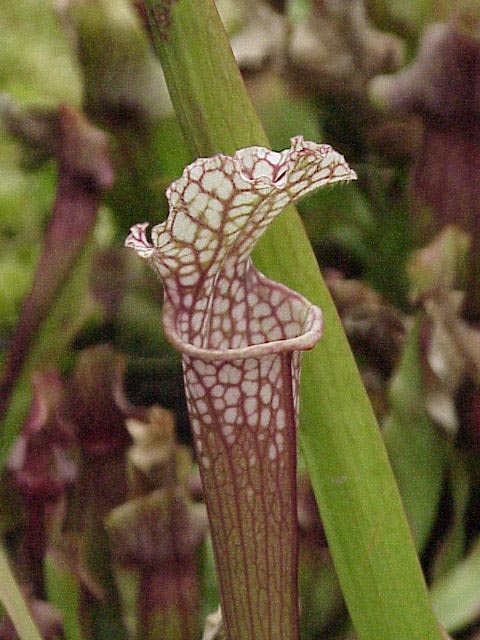
捕虫袋の口の部分
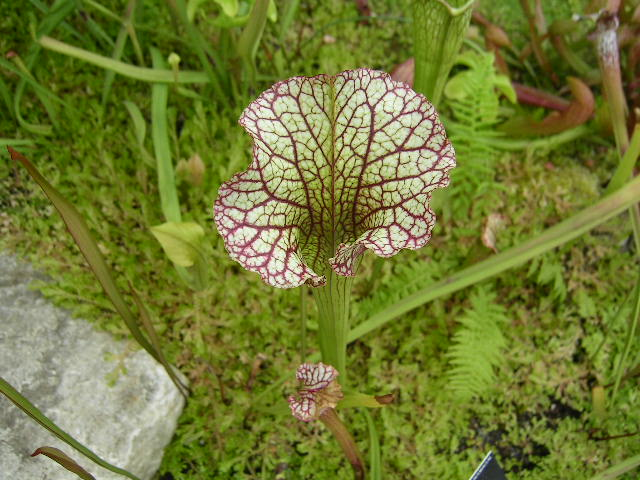
蓋の上面
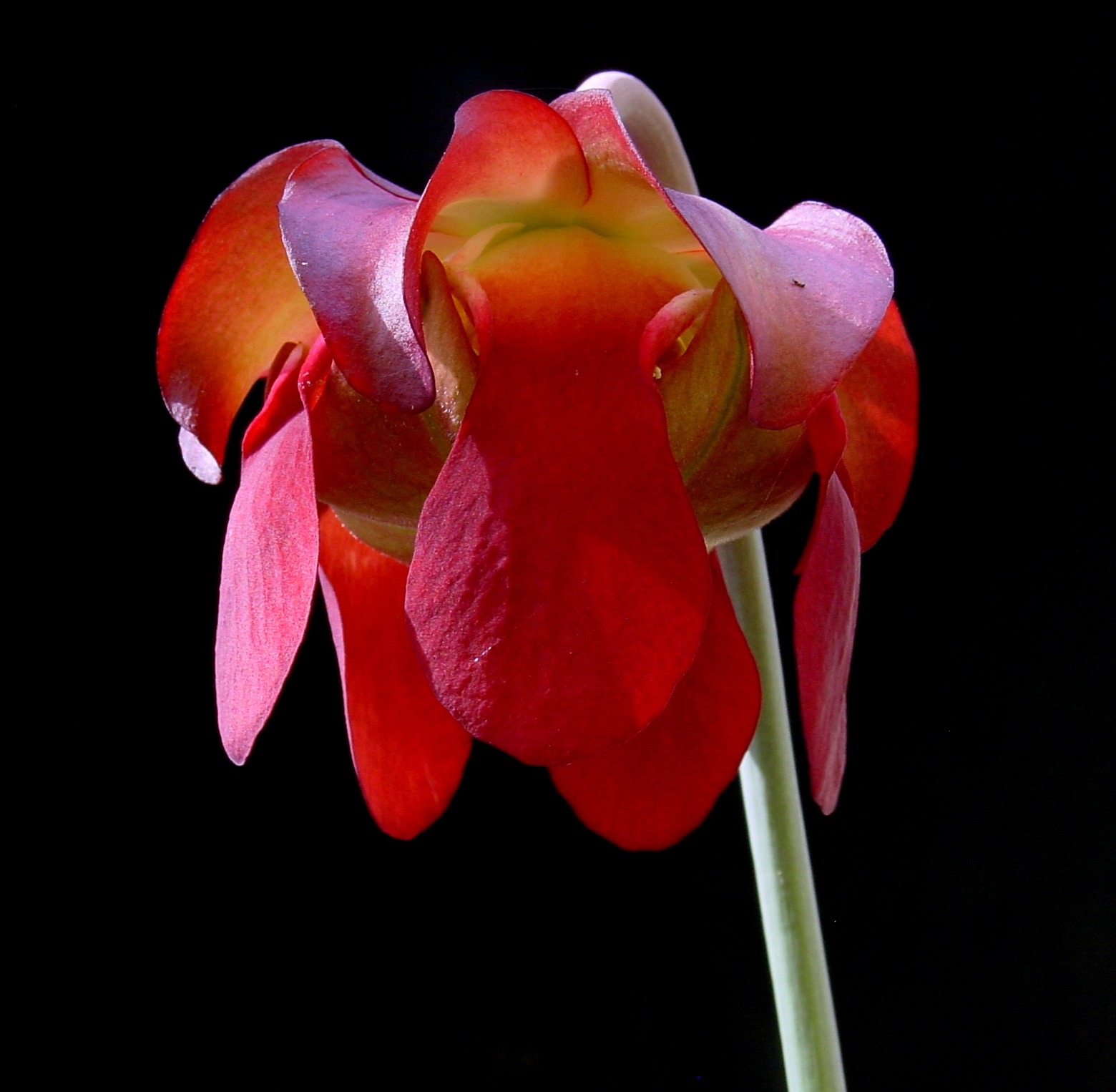
花
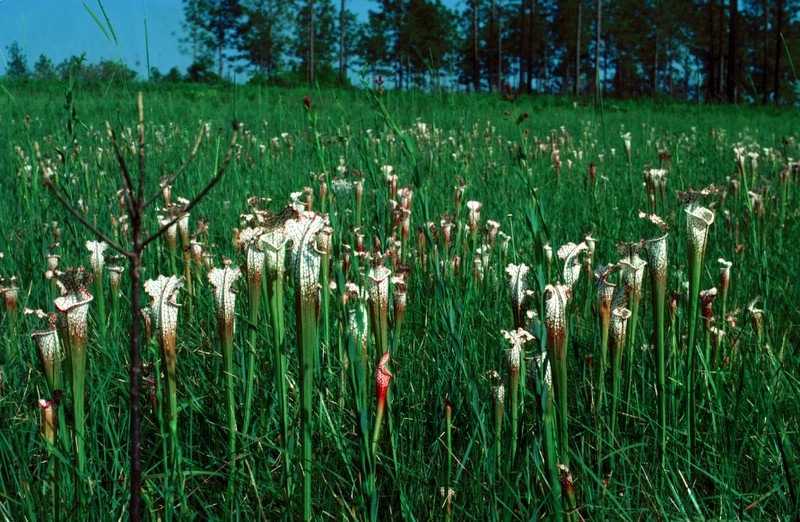
自生地の様子

## 利用
食虫植物として、観葉植物として栽培される。白と紫の網目模様がはっきりしており、それを含め、本属中でもっとも鑑賞価値が高いものとされる。交配親としても重視されてきた。広く販売されているものの一つであるが、本種そのものが出回ることは多くなく、普通に栽培されているのは交配品由来である。それもあって斑紋には変異が多く、鑑賞価値は高い。